# Cerapoda aegyptiaca
Cerapoda aegyptiaca är en fjärilsart som beskrevs av De Joannis 1910. Cerapoda aegyptiaca ingår i släktet Cerapoda och familjen nattflyn. Inga underarter finns listade i Catalogue of Life.